# Pend Oreille County
Pend Oreille County är ett administrativt område i delstaten Washington, USA, med 13 001 invånare. Den administrativa huvudorten (county seat) är Newport.

## Geografi
Enligt United States Census Bureau har countyt en total area på 3 691 km². 3 626 km² av den arean är land och 65 km² är vatten.

### Angränsande countyn
- Boundary County, Idaho - öst
- Bonner County, Idaho - öst
- Spokane County, Washington - syd
- Stevens County, Washington - väst
- gränsar till Kanada i norr

### Orter
- Cusick
- Ione
- Metaline
- Metaline Falls
- Newport (huvudort)